# Albert Louis Emmanuel de Fouler
Albert Louis Emmanuel de Fouler, comte de Relingue, né le 9 février 1770 à Lillers dans le Pas-de-Calais et décédé le 13 juin 1831 à Paris, est un général français de la Révolution et de l'Empire.

## Biographie

### Du page au colonel de cavalerie
Fils d'Emmanuel-Jean-Joseph Fouler, écuyer et seigneur de Relingues, il entre aux Petites-Écuries comme page du roi en avril 1786 et passe sous-lieutenant de remplacement dans le régiment de Navarre (5e d'infanterie) le 12 septembre 1787. Devenu sous-lieutenant titulaire au même corps en mai 1788, il est lieutenant le 1er septembre 1791 et obtient le grade de capitaine le 1er mai 1792. Employé à l'armée du Nord, il y fait la campagne de 1792 sous Luckner et passe en qualité d'aide de camp auprès du général de division Pully le 23 mars 1793. Il fait avec cet officier général les guerres de 1793 et des ans II et III aux armées de la Moselle et de Sambre-et-Meuse, et est nommé adjoint aux adjudants-généraux Mortier et Drouet le 26 ventôse an III. Il sert en cette qualité pendant les ans IV, V et VI à l'armée de Sambre-et-Meuse.
Le 6 thermidor an IV, à l'affaire de Schweinfurt, Fouler est blessé d'un coup de feu au pied droit. Capitaine dans le 19e régiment de cavalerie le 26 ventôse an VII, il est envoyé à l'armée de Mayence et fait prisonnier le 27 floréal de la même année à Meinbischoffsheim, par un parti de hussards de Sekler. Échangé quelque temps après, il est nommé chef d'escadron au 21e régiment de chasseurs à cheval le 29 brumaire an VIII et fait la campagne de cette année à l'armée d'Italie. Promu au grade de chef de brigade du 24e régiment de cavalerie le 4 brumaire an IX, il commande ce corps à l'armée gallo-batave et passe en la même qualité, le 29 brumaire an X, dans le 11e régiment de cavalerie, devenu 11e de cuirassiers. Membre de la Légion d'honneur le 19 frimaire an XII, il est promu officier le 20 prairial suivant, et est désigné pour faire partie du collège électoral du département du Pas-de-Calais.

### Général de l'Empire
Lors de l'organisation de la maison militaire de l'Empereur, le colonel Fouler est nommé écuyer de l'Impératrice, et fait les campagnes d'Autriche, de Prusse et de Pologne de 1805 à 1807 avec la 2e division de grosse cavalerie de la Grande Armée. La conduite qu'il tient à Austerlitz lui vaut la croix de commandeur de la Légion d'honneur le 4 nivôse an XIV. Nommé général de brigade le 31 décembre 1806, il se distingue à la bataille d'Heilsberg, où il est blessé d'un coup de lance. Créé comte de l'Empire sous le titre de comte de Relingues le 23 mars 1808, il prend le commandement d'une brigade de la division de cuirassiers du général Espagne pendant la campagne de 1809 en Allemagne. Le 21 mai, à Essling, il fait plusieurs charges, enfonçant deux carrés et s'emparant de plusieurs canons ; mais blessé de plusieurs coups de sabre à la tête et renversé de son cheval, il est fait prisonnier. C'est cette circonstance qui fait annoncer sa mort dans le 10e bulletin. Revenu au quartier général le 22 juillet, l'Empereur le charge, le 30 octobre suivant, de la formation des régiments de cavalerie de la 2e division de réserve de l'armée d'Espagne ; cette mission accomplie, il reprend son service d'écuyer auprès de l'Empereur le 2 février 1810.
Il fait encore la campagne de 1814 en France et reçoit le grade de général de division sur le champ de bataille de Saint-Dizier. Mis en non-activité au retour des Bourbons, il est nommé commandant d'escadron dans la 1re compagnie de mousquetaires de la Maison du Roi le 5 juillet 1814, et est confirmé dans son grade de général de division le 19 du même mois. Chevalier de Saint-Louis et grand officier de la Légion d'honneur le 19 mars 1815, il est admis à la retraite le 9 septembre de la même année. Le général Fouler meurt le 17 juin 1831 à Paris. Son nom est inscrit sur l'Arc de triomphe de l'Étoile, côté Nord.

## Vie familiale

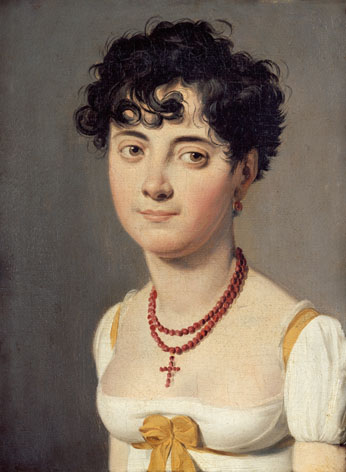
Portrait de son épouse, par Boilly.

Il épousa Henriette Victoire Elisabeth d'Avrange, fille de Jean Pierre d'Avrange du May, commissaire ordinaire des guerres pour l'artillerie et secrétaire ordinaire de Monsieur, et nièce de François d'Avrange d'Haugéranville et de Jean François d'Avrange du Kermont.
- Louis-Édouard Fouler de Relingue (1813-1874), député du Pas-de-Calais, marié à Marie Louise Alexandrine Laurens de Waru.